# William O. Shanahan
William Oswald Shanahan (* 26. April 1913 in Omaha, Nebraska; † 29. November 1990 in Mount Kisco, New York) war ein US-amerikanischer Historiker mit Schwerpunkt deutsche Geschichte des 19. und 20. Jahrhunderts.

## Leben
Shanahan studierte an der University of California, Los Angeles (B.A. 1934 und M.A. 1935) und an der Columbia University in New York, wo er die Nationalismus-Seminare von Carlton J. H. Hayes besuchte und 1945 einen Ph.D. (Thema: Preußische Heeresreform) erwarb.
Er lehrte u. a. an der Columbia University, der University of Notre Dame (als Associate Professor of History) in Notre Dame, Indiana, der Cornell University in Ithaca, New York und der University of Oregon in Eugene, Oregon. Zuletzt war er Professor of History am Hunter College und am Graduate Center der City University of New York.
Er engagierte sich überdies im American Council of Learned Societies und war Mitglied des Vorstandes, der durch die American Historical Association als Ausschuss anerkannten American Committee for the Study of War Documents.
Seine Werke Prussian Military Reforms, 1786–1813 und German Protestants Face the Social Question wurden in der Fachwelt überaus positiv aufgenommen, auch seine Studie zum liberalen Reichstagsabgeordneten Friedrich Naumann fand Beachtung.
Shanahan, Jesuit, war verheiratet und Vater von drei Kindern; er lebte zuletzt in Katonah, New York.

## Schriften (Auswahl)
- Prussian Military Reforms, 1786–1813 (= Studies in History, Economics and Public Law. 520). Columbia University Press, New York 1945.
- German Protestants Face the Social Question. Band 1: The Conservative Phase 1815–1871. University of Notre Dame Press, Notre Dame 1954.

- Deutsche Übersetzung aus dem Englischen von Dieter Voll unter Mitarbeit von Wolf-Dieter Marsch: Der deutsche Protestantismus vor der sozialen Frage 1815–1871. Kaiser, München 1962.

- mit Michael Palumbo (Hrsg.): Nationalism: Essays in Honor of Louis L. Snyder (= Contributions to the Study of Science Fiction & Fantasy. 65). Mit einem Vorwort von Arthur M. Schlesinger, Greenwood Press, Westport 1981, ISBN 0-313-23176-1.